# 6-os busz (Tata)
A tatai 6-os jelzésű autóbusz a Vasútállomás és a Fellner Jakab utca között közlekedik Kertváros városrész érintésével. A járat csak ebben az irányban közlekedik, visszafelé a 4-es busz közlekedik. A járat a nyári tanszünetben nem közlekedik. A viszonylatot a MÁV Személyszállítási Zrt. üzemelteti.

## Története
A viszonylatot a Volánbusz hozta létre 2023. március 4-én.
2025- június 21-étől augusztus 31-ig nem közlekedik a nyári menetrend miatt.

## Útvonala
| Vasútállomás → Kertváros → Fellner Jakab utca |
| --- |
| Vasútállomás – Gesztenye fasor – Mikovényi utca – Bezerédi utca – Új út – Oroszlányi utca – Május 1. út – Ady Endre utca – Vértesszőlősi út – – Erkel Ferenc utca – Deák Ferenc utca – Gábor Áron utca – Székely Bertalan utca – Baji út – Ady Endre utca – Május 1. út – Komáromi utca – Kossuth tér – Kocsi utca – Fellner Jakab utca – Fellner Jakab utca |

## Megállóhelyei
Visszafelé a 4-es busz közlekedik.
Mivel a járat a nyári tanszünetben nem közlekedik, így az átszállási kapcsolatoknál a tanév közben érvényes menetrend szerint van feltüntetve.
| 0  | Vasútállomás Végállomás        | 1, 1M, 1R, 1T, 2, 4, 4T, 6T, 9, 9A, 9M 8462, 8706 S10 G10 IC, gyorsvonat, expresszvonat |
| 2  | Gesztenye fasor                | 2, 4, 4T, 6T |
| 3  | Mikovényi utca                 | 2, 4, 4T, 6T |
| 4  | Új út                          | 2, 4, 4T, 6T |
| 7  | Városközpont                   | 1, 1M, 1R, 1T, 2, 4, 4T, 5, 5T, 6T, 7, 7A, 8, 8B, 9, 9M 804, 814, 8400, 8406, 8462, 8463, 8465, 8466, 8467, 8472, 8700, 8706, 8716 1824, 1841                                                                                            |
| 8  | Kristály Szálló                | 4, 4T, 5, 5T, 6T 804, 814, 8400, 8462, 8463, 8465, 8466, 8467, 8472, 8479, 8716 1824, 1841, 1850 |
| 10 | Deák Ferenc utca               | 4, 4T, 5, 5T, 6T 804, 8400, 8462, 8463, 8465, 8466, 8467, 8472, 8479 1841 |
| 11 | Öveges József utca             | 4, 4T, 5, 5T, 6T 804, 8400, 8462, 8463, 8465, 8466, 8467, 8472 1841 |
| 13 | Erkel Ferenc utca              | 4, 4T, 5, 5T, 6T |
| 15 | Deák Ferenc utca 40.           | 4, 4T, 5, 5T, 6T |
| 16 | Deák Ferenc 22.                | 4, 4T, 5, 5T, 6T |
| 17 | Tóvároskert vasúti megállóhely | 4, 4T, 5, 5T, 6T 8716 S10 G10 |
| 18 | Edzőtábor                      | 4, 4T, 5, 5T, 6T 8716 |
| 19 | Tóvároskert, baji elágazás     | 4, 4T, 5, 5T, 6T 8716 |
| 20 | Kristály Szálló                | 4, 4T, 5, 5T, 6T 804, 814, 8400, 8462, 8463, 8465, 8466, 8467, 8472, 8479, 8716 1824, 1841, 1850 |
| 22 | Városközpont                   | 1, 1M, 1R, 1T, 2, 4, 4T, 5, 5T, 6T, 7, 7A, 8, 8B, 9, 9M 804, 814, 8400, 8406, 8462, 8463, 8465, 8466, 8467, 8472, 8700, 8706, 8716 1824, 1841                                                                                            |
| 23 | Autóbusz-állomás (Május 1. út) | Helyben: 1, 1M, 1R, 1T, 2, 4, 4T, 5, 5T, 6T, 7, 7A, 8, 8B, 9, 9M Autóbusz-állomáson: 3 804, 814, 8400, 8402, 8406, 8462, 8463, 8465, 8466, 8467, 8472, 8479, 8574, 8587, 8594, 8700, 8706, 8716, 8726, 8727, 8736, 8740 1824, 1841, 1850 |
| 24 | Május 1. út                    | 1, 1M, 1R, 1T, 2, 4, 4T, 5, 5T, 6T, 7, 8, 8B, 9, 9M 8465, 8466, 8479, 8726, 8727 |
| 26 | Kossuth tér                    | 1, 1M, 1R, 1T, 2, 4, 4T, 5, 5T, 6T, 7, 8, 8B, 9, 9M 8402, 8472, 8574, 8587, 8594, 8736, 8740 1850 |
| 27 | Környei út                     | 1, 1M, 1R, 1T, 4, 4T, 5, 5T, 6T, 7, 8, 8B, 9, 9M 8402, 8472, 8574, 8587, 8594, 8736, 8740 1850 |
| 29 | Fellner Jakab utca Végállomás  | 1, 1M, 1R, 1T, 4, 4T, 5, 5T, 6T, 7, 8, 8B, 9, 9M |

## Külső hivatkozások
- Vonalhálózati térképek. Volánbusz. (Hozzáférés: 2024. július 23.)
- Vonalhálózati térképek. MÁV-csoport. (Hozzáférés: 2025. január 30.)